# Дай (музикант)
Дай (яп. 安滕 大助, Andou Daisuke) (нар. 20 грудня 1974, Міе, Кумамото, виріс у Набарі) — японський гітарист, композитор і продюсер. Найбільш відомий як учасник і один з гітаристів Visual Kei-метал групи Dir en Grey. Він був із групою з моменту її створення в 1997-му році і раніше був в «La: Sadie's».

## Біографія
У нього були досить зайняті батьки, через що за його словами вже в дитячому саду йому доводилося повертатися додому одному. Він виховувався в досить великій родині, де крім батька і матері було п'ятеро дітей. Дай найстарший з своїх братів. Ще одна дитина на жаль загинула при народженні через слабке серце, коли Дай був у початковій школі. З братами до цього часу він часто бився, але потім перестав, але не через жалість до молодшого брата. Потім він бився тільки зі своїм другом.
Школярем він був досить звичайним, принаймні ніяких особливостей в його поведінці не було. Точніше вчителя знаходили єдиним його недоліком надмірну тихість, тому що він легко ніяковів і не любив багато говорити. Наскільки відомо, учнем він був зразковим, і попри те, що в останній рік навчання він порушив правила школи, почавши користуватися знебарвлювальним шампунем для волосся, це не завадило йому бути представником класу на випускному і отримати сертифікат (попередньо перефарбувавшись назад).
У початковій школі він був досить замкнутий і боязкий, але потім через спілкуванням все стало нормалізуватися. Дай дуже спортивний чоловік, ще зі школи він займався кендо і практично не пропускав заняття, що говорить про його завзятість і стійкість.
Коли в одному з інтерв'ю його запитали, який був його улюблений предмет, то він назвав все, крім музики. У той час він дійсно ще не думав ставати музикантом, і вважав, що стане звичайним «білим комірцем» і сім'янином. І невідомо точно, коли він вперше вирішив стати музикантом, але відомо, що в 17-ть він про це не підозрював, а в 19-ть вже почав грати.
Пити й курити він почав зі старшої школи, причому Дай любить алкоголь і зізнається, що часто втрачає міру. Коли він стає п'яний, то на всі вмовляння піти додому не погоджується і починає нести якусь маячню.
Дай досить влюбчивий, його перша любов була в ще в дитячому садку, а перше побачення було в середній школі з 2-ма дівчатами одночасно. Судячи з усього, він завжди мав успіх у протилежної статі.
Після вищої школи (в 19 років) влаштувався працювати в ресторан «Gyouza no Oushou», де робив локшину. Далі він починає музичну діяльність, паралельно підробляючи будівельником, у японські шахи, продавцем в магазині взуття, постачальником.
У 20-ть, згідно з його словам, він різко подорослішав, став відповідальніше. Він сказав собі «я більше не підліток» і став ставитися до себе як до сорока-, п'ятдесятирічного чоловіка. Першою групою, в якій він грав була ka*za*ri. Далі він знайомиться з Кьо і згодом приєднується до La: Sadie's, пізніше переформовану в Dir en Grey, де грає і до сьогодні.

### Особистість
Андо Дайске працьовитий, розмірений, спокійний і не імпульсивний чоловік. Але його не можна назвати повністю холоднокровним, попри те, що така його поведінка на сцені, оскільки згідно слів його друзям по групі, він дуже легко дратується. Але Дай якось згадував, що він намагається стримувати себе в тому, щоб не нервувати навколишніх, саме з цієї причини він так себе контролює. Однак , його дратівливість буває помітна на сцені, наприклад коли на концерті The Code Of Vulgarism, на кульмінації пісні порвалася струна його гітари, було видно, що Дай був готовий рвати і метати через цю прикрість.
Попри те, що на людях Дая рідко можна побачити живим і веселим, в групі він дуже товариський, жартівливий і веселий. І за словами Тошії у нього є прекрасна здатність імітувати поведінку оточення, він часто розважав членів групи (раніше принаймні). За словами інших, Дай самий товариський з них усіх.
Дай і Тошія найспортивніші члени групи і їх по праву називають атлетами. Даю цікаві всі види спорту, і взагалі він досить азартний — легко захоплюється іграми, як і алкоголем. Причому всі захоплення, як: бейсбол, англійський сокер, дротики, боулінг, настільний теніс, лего, фотографія і багато іншого, судячи з усього, мають стихійний характер. Також, в дитинстві він займався кендо, і за його словами, це здорово його дисциплінувало. І все ж попри свою активність, Дай багато спить і любить тишу.
Крім цього, він любить гумористичні програми, а останнім часом зацікавився кінематографом.
Дай також вже давно водить, але одного разу він мало не став причиною автокатастрофи, коли віз склад гурту La: Sadie's в сонному стані.

### Композитор
GAUZE — «Schwein no isu», «304 goushitsu, hakushi no Sakura» і «Yokan». MACABRE — «wake» і «audrey». -kisou-- «24 ko shirindaa», «undecided». Six Ugly — «Mr.NEWSMAN» і «children» — до усього цього від доклав руку. З синглів йому належить [Drain away], після якого група вирішила дотримуватися цього напрямку звучання.
Пісні Дая вражають тим, як що відрізняються один від одного настільки, що іноді дуже складно сказати, що всі вони написані однією людиною. Єдина спільна риса його пісень, це напевно акустична гітара. У групі Дай грає на акустичній гітарі, коли це потрібно, тому швидше за все він робить це краще за інших членів групи.
Всі пісні Дая дуже легко сприймаються. Вони ненав'язливі, найчастіше прискореного темпу і з чітким ритмічним малюнком. Дай говорив, що йому подобається створювати складності в легенях піснях. І саме з цієї причини попри свою відносну «попсовість», по складності його пісні не поступаються іншим, звучним набагато ґрунтовнішим пісням.

### Гітарист
До La: Sadie's він приєднався у віці 22-х років, і спочатку займав статус провідної гітари. Крім електрогітари Дай відповідає за акустичну. Він володіє прекрасним почуттям ритму. Його манера виконання зорово дуже цікава. Підставляючи обличчя струмені дме на сцені повітря, він витягує ніжні та спокійні звуки з гітари, а роблячи різкі, уривчасті рухи рукою, втягуючи голову в плечі і акцентуючи сили на завершальні акорди пісень, він грає швидші і шаленіші пісні.
Ще в початковий період групи Дай показував прекрасне володіння інструментом, а його інді зовнішність: довге червоне волосся, костюми, що нагадують уніформу, високий зріст і яскраво виражені риси обличчя зробили його ідолом для полчища фанаток. І спочатку він був дуже грайливий з ними, але після 2002 року, коли групи фанатів групи змовилась надсилати після кожного концерту вимоги розпаду групи, він робить заяву в інтерв'ю «Я не був настільки пригніченим, до того як вони заповнили ці анкети. Але коли я дізнався, що ми знаходимося в такій кризі, весь хороший настрій миттю випарувався. Хоча я радий, що нарешті ця гра розвіялася і ми були виставлені подібним чином. Але особисто я більше ніколи не протягну їм свої руки».

### Зовнішність
Зріст, вага, взуття, розмір: 178 см, 58 кг, 27,5 см, L. Широкі плечі, статура досить худорляве, але спортивне. Тонка кістка, дуже тонкі зап'ястя і щиколотки. Подовжені червоне волосся, карі очі, пухкі спокусливі губи, тонкі брови, чиста гладка шкіра з легкою засмагою. В одязі віддає перевагу діловий і urban стилі. Іноді фарбує очі.

### Інші подробиці
Знак зодіаку — Стрілець. Тип крові — Б. Девіз життя: «Не тікати, приймати власні рішення тільки самому.» Погані якості: не може зупинитися чіпати своє волосся. Тютюн, алкоголь: Salem light, пиво. Аромат: Escape, Fantasia by Fendi, Burberry (for men). Улюблена пора року: зима — через сніг. Улюблена їжа: горіхи, тофу, молоко, картопля, шинка, рамен, піца, спагеті, омлет, смажене м'ясо, гамбургери. Їжа, що не подобається: морепродукти, ананаси. Улюблений безалкогольний напій: бананове молоко, змішані соки. Улюблений колір: чорний, червоний. Улюблений фільм: Sayonara wa Eien ni. Погано бачить, носить контактні лінзи. Не любить Новий рік, але любить різдвяну атмосферу. Не любить читати.